# Artamet
Artamet là một đô thị thuộc tỉnh Armavir, Armenia. Dân số ước tính năm 2011 là 164 người.